# Lars-Olof Löthwall
Lars-Olof Teofil Löthwall, ursprungligen Lötvall, född 19 mars 1928 i Stockholm, 11 juni 2016, var en svensk journalist, pressinformatör, stillbildsfotograf och skådespelare.

## Filmografi, roller
- 1972 – ILAC
- 1972 – Mannen som slutade röka
- 1973 – Luftburen
- 1974 – En handfull kärlek
- 1978 – Frihetens murar
- 1980 – Barna från Blåsjöfjället
- 1985 – Sällskapsresan 2 - Snowroller

### Fotnoter
1. ↑  ”Lars-Olof Löthwall”. Svensk Filmdatabas. http://www.sfi.se/sv/svensk-filmdatabas/Item/?type=PERSON&itemid=69826&iv=OVERVIEW. Läst 6 augusti 2012.